# Psychotria mandiocana
Psychotria mandiocana är en måreväxtart som beskrevs av Johannes Müller Argoviensis. Psychotria mandiocana ingår i släktet Psychotria och familjen måreväxter. Inga underarter finns listade i Catalogue of Life.